# 朱谟垫
庆阳庄懿王朱谟垫（1535年—1560年1月5日），明朝韩定王朱融燧的第四子和嫡次子，明朝第一代庆阳王。

## 生平
嘉靖二十年（1541年）九月，朱融燧奏稱叔父隴西王朱旭林因无嗣而请求将朱谟垫过继给他以袭爵。礼部尚书严嵩认为已有成例，郡王无嗣去世后只能让子辈承祀，不能请求继嗣，朱旭林年未六十，不应该寻求过继后嗣，且朱谟垫是朱旭林的孙辈，辈分不合，朱融燧也失察，韓府長史、隴西王府教授各職輔導官不能諫阻，应该移交都察院轉行巡按陜西監察御史将各輔導官員按例问讯，以警将來。明世宗准奏。
嘉靖二十三年（1544年）十二月，世宗命彰武伯楊儒等人為正使，戶科左給事中扈永通等人為副使，持節冊封朱謨墊為慶陽王。嘉靖二十九年（1550年）十二月，遣武安侯鄭崑等為正使，翰林院修撰秦鳴雷等為副使，持節冊封秦氏為慶陽王妃。
嘉靖三十一年（1552年）六月，襄陵王朱融焚与本府镇国中尉朱旭楦等同谋，聚集朱融燧的庶五弟长乐王朱融焞、朱谟垫等宗室二百六十余人上疏弹劾朱融燧兼并山田市肆、虐杀无辜、招集无赖等各种奸利隐慝事，诬陷他有不轨图谋。朱融燧亦也上奏朱融焚等宗室的凶淫不法事。明世宗遣内监官张朝前去与抚按官会勘查出情状。嘉靖三十二年（1553年）闰三月，世宗下诏，停朱谟垫等人禄米一年，下敕书告谕朱融燧改过守法管束宗室。
嘉靖三十八年（1559年）十二月，朱謨墊逝世，按例賜祭葬。隆庆四年（1570年）四月，庶长子朱朗鐱袭封。

## 评价
- 《弇山堂别集》卷073：履正志和，温柔賢善。